# Medri Bahri
Medri Bahri ( Tigrinya: ምድሪ ባሕሪ ) era un'entità politica semiunitaria medievale nel Corno d'Africa. Conosciuta anche come Marab o Merab Melash era situata nell'attuale territorio dell'Eritrea governata dal Bahri Negus, chiamato anche Bahri Negasi, Bahr Negash, o "Re del Mare". Tale entità fu presente dal XV secolo fino all'occupazione etiope nel 1879. Sopravvisse a diverse crisi, come l'invasione dell'Imam Aḥmad Grāñe e all'espansione nel Mar Rosso da parte dell'impero ottomano, anche se Medri Bahri perse irrimediabilmente il suo accesso al Mar Rosso a causa di quest'ultimo. Le relazioni con l'Impero etiope era altalenante e andava dall'indipendenza allo status di tributario fino all'annessione di fatto. Inizialmente la residenza del Bahr Negash era a Debarwa , ma durante il XVII secolo venne trasferita nella città di Tsazega dallo stesso gruppo che aveva il controllo del regno.

## Storia

### Dalle origini al XVI secolo
Dopo la fine dell'impero axumita, l'area dagli altopiani eritrei al Mar Rosso era conosciuta come Ma'ikele Bahri, "tra i mari e i fiumi", cioè la terra tra il Mar Rosso e il fiume Mareb. Venne poi ribattezzato come il dominio del Bahri Negash, "Sovrani o nobili del mare", il Medri Bahri, "Terra che da al mare", "terra di mare", anche se comprendeva alcune zone come lo Shire situato sull'altro lato del fiume Mereb, oggi in Etiopia. La prima volta che compare il titolo di Bahri Negash avviene durante il regno dell'imperatore Zara Yaqob (1433-1468), che introdusse anche una forma organizzata di governo. Nella sua cronaca spiega come si impegnò molto per aumentare il potere di quella provincia, posizionando il Bahri Negash sopra altri capi locali. Alla fine divenne il sovrano che regnava su tutto il territorio originale, ed anche su una regione situata a sud del fiume Mareb, ora in Etiopia, Amasien e Bur, zone che si estendevano dagli altopiani nord-orientali fino al Golfo di Zula. Per rafforzare la presenza imperiale in Medri Bahri, Zara Yaqob fondò anche una colonia militare nel sud del suo regno, composta da guerrieri Maya.

### Medri Bahri descritto dal sacerdote Alvares
Nel 1520, Medri Bahri venne descritto dal viaggiatore e sacerdote portoghese Francisco Álvares. Il sacerdote scrisse che l'attuale Bahri Negash si faceva chiamare Dori e risiedeva a Debarwa, una città situata all'estremità settentrionale degli altopiani. Dori era uno zio dell'imperatore etiopico Lebna Denghèl, al quale ha reso omaggio, dovendo pagare dei tributi tradizionalmente onorati con cavalli e tessuti e tappeti importati. Si diceva che il Bahri Negash esercitasse un considerevole potere e influenza, con un regno che si estendeva a nord fino all'attuale porto sudanese di Suakin, oltre a essere anche promotore del cristianesimo, donando alle chiese tutto ciò di cui avevano bisogno. Al tempo della visita di Alvares, Dori fu coinvolto in una guerra contro alcuni Nubiani dopo che quest'ultimi avevano ucciso suo figlio. A quel tempo i Nubiani erano conosciuti come ladri e generalmente avevano una reputazione piuttosto negativa. La guerra si svolse da cinque a sei giorni di distanza di cammino dal regno di Medri Bahri, probabilmente a Taka, nella provincia storica intitolata a Jebel Taka, nei pressi della moderna Cassala.

### Le guerre contro i vicini
I Bahri Nagassi, i "Re del mare", combatterono alternativamente insieme o contro gli abissini e il vicino Sultanato musulmano di Adal, a seconda delle circostanze geopolitiche. Medri Bahri fu quindi parte della resistenza cristiana contro il militare arabo, Ahmad ibn Ibrahim al-Ghazi, comandante delle forze di Adal, ma in seguito, nel 1572, entrò a far parte degli stati adaliti e del fronte dell'impero ottomano contro l'Abissinia. Nel corso del XVI secolo anche gli ottomani iniziarono a farsi strada nel Mar Rosso, così il territorio divenne una provincia ottomana o un "Eyalet" nota principalmente come, "Habesh Eyalet", mentre Massawa divenne la prima capitale della nuova provincia. Quando la città perse parte della sua importanza economica verso la fine del XVI secolo, la capitale amministrativa venne trasferita a Jeddah, e,dall'inizio del XIX, a Medina, che temporaneamente serviva come capitale nel XVII secolo. I turchi, nel 1559, occuparono per un breve periodo alcune parti dell'altopiano del Bahri Nagash, ritirandosi dopo aver incontrato una consistente resistenza e respinti dalle forze militari del Bahri Negash dagli altopiani. Nel 1578 cercarono di espandersi negli altopiani con l'aiuto del Bahri Negus Yeshaqchi che si alleò con l'impero ottomano, ma ancora nel 1589 i turchi furono costretti a ritirare le proprie forze sulla costa. Dopo che gli ottomani abbandonarono le loro ambizioni di stabilirsi sugli altopiani rimasero nelle pianure fino a quando, nel 1872, lasciarono la regione.
Dopo la morte di Yeshaq, l'imperatore Sarsa Dengel elesse un nuovo Bahri Negash e temporaneamente unì quella provincia con il Tigray. Nel 1587, gli Ottomani attaccarono ancora gli altopiani conquistando Debarwa sbaragliando l'attuale Bahr Negash, Degiasmacc Daherno. Successivamente cercarono di attraversare il fiume Mareb, ma vennero attaccati da un capo locale, un certo, Aquba Michael, che Sarsa Dengel ha poi premiato concedendogli all'amministrazione della provincia del Bahri Negash. L'esercito imperiale alla fine riconquistò Debarwa e uccise l'attuale pasha turco, mentre Aquba Michael uccise Wäd Ezum, nominato dagli Ottomani come Bahr Negash. In seguito, gli ottomani abbandonarono le loro ambizioni di conquistare definitivamente gli altopiani.

### Dal XVII secolo fino al 1890
Il viaggiatore scozzese James Bruce riferì nel 1770 che il Medri Bahri era un'entità politica distinta dall'Abissinia, notando che i due territori erano spesso in conflitto.
Il regno fu infine occupato nel 1879, quando il militare e politico, Ras Alula prese il controllo della regione imprigionando Ras Woldemichael Solomon, l'ultimo Bahri Negash. Ras Alula come governatore del Mareb Mellash sotto la sovranità dell'Impero d'Etiopia, organizzò la resistenza contro gli italiani sconfiggendolo a Dogali nel 1887. Ras Woldemichael Solomon fu poi imprigionato ad Amba Salama con suo figlio Masfen e suo genero Kaffal Goffar. Tuttavia Kaffal Goffar nel 1885 continuò a comandare la ribellione contro l'Etiopia schierandosi con gli italiani. Nel 1888 cercò di esortare suo genero a condurre gli italiani sulle alture. Nel 1889 Ras Alula fu costretto a ritirarsi nel Tigray e la regione, che un tempo costituiva il regno di Medri Bahri, cadde in mano agli italiani proclamandola parte dell'Eritrea italiana.

## Geografia
Il Medri Bahri era una regione che comprendeva gli altopiani eritrei. Era suddivisa nei distretti di Acchelè-Guzai, Amasien e Seraye. Nella lingua Tigrinya, "Medri Bahri" significa, "Terra del Mare", in riferimento al Mar Rosso, sulla quale si affaccia la lunga lingua costiera Eritrea. Questo regno confinava a sud con il Tigray, una provincia dell'Impero d'Etiopia conosciuta anche come Abissinia.

## Demografia
Il Medri Bahri era abitato dai seguenti gruppi etnici moderni: il popolo dei Tigrini, il popolo dei Saho, e il popolo dei Tigrè.